# Fukienesiska
Fukienesiska är en dialekt av kinesiska. Dialekten ingår i den överordnande gruppen minnan (sydlig min).. Fukienesiska talas i provinsen Fujian, samt i Malaysia och Singapore.
I standardkinesiska slutar samtliga stavelser endera med vokal, -n, -ng eller -r. I fukienesiska kan ord sluta även med andra ljud som till exempel Chiang Kai-Shek. 